# Stand-by Me
Stand-by Me is een Nederlandse korte film uit 2013, geproduceerd door filmproductiebedrijf ALP en de NTR in het kader van Kort!. De film ging in première op het Nederlands Film Festival in Utrecht.
Stand-by Me werd gekozen als Nederlandse inzending voor de Academy Awards 2014 door de Nederlandse Oscar Selectie Commissie, een onafhankelijke jury van Nederlandse filmprofessionals.

## Verhaal
De bejaarde Willem is er sinds enkele weken op gebrand om zijn vrouw Johanna exact uit te leggen hoe alle apparaten in en om het huis werken. Het enige dat Johanna wil, is dat haar man wat tijd met haar doorbrengt; gezellig op de bank met hun favoriete televisiespelletje. Wanneer de afstandsbediening een knopje blijkt te hebben waar zelfs Willem de functie niet van weet, doet hij er alles aan om erachter te komen.

## Rolverdeling
- Jules Rooijaards - Willem
- Rick Nicolet - Johanna